# トルクドライバー
トルクドライバー (torque driver) とは、所定のトルクでねじを締め付けるための作業工具と、締め付けられたねじのトルクを測定するための測定工具のうち、ドライバー状の形をしたものの総称である。

## 概要
トルクドライバーは、トルクレンチと比較して小さいトルクでねじを締め付ける際に用いられるトルク機器である。一般的にドライバーを用いてねじを締め付けるような箇所でトルク管理が必要な場合に用いられる。電子機器の組立や配線のコネクタにも締め付けトルクが指定されるようになり、トルクドライバーが必要とされる場面が増えていくと予想される。機能・用途はトルクレンチと同じであるが、構造は異なる。

## 種類

### シグナル式トルクドライバー
シグナル式トルクドライバーは、あらかじめ締め付けたいトルクを設定しておき、クリックの感触と音で締め付けトルクに達したことが分かるものである。設定トルクに達した後は握り部分（ハンドル）が空回りして設定値以上のトルクを加えられない空転式のものが多いが、空転せずにクリックするだけのものもある。使用できる回転方向は、右か左どちらかに限定されている場合がほとんどである。
プリセット形
他の工具などを用いることなくトルクドライバー本体の目盛によって設定トルクを変更することができるもの。
単能形
トルクドライバー本体に目盛はなく、トルクドライバーテスター等で設定値を確認しながら専用工具を用いてトルクを設定する必要がある。使用者が安易に設定トルクを変更できない構造かつ、プリセット形と比して小型軽量化が可能になるため製造工場などで使用されることが多い。

### 直読式トルクドライバー
直読式トルクドライバーは、負荷されているトルクを目盛または数値にて読み取るトルクドライバーである。日本国内で製造市販されている直読式トルクドライバーの大多数は空転クラッチを有しておらず、目盛板またはデジタルディスプレーの表示を注視しながらゆっくりとトルクを増加させて目標トルクに達したことを視認したら手力を緩める使い方であり、シグナル式トルクドライバーと比べると使い方がやや面倒で慣れを要する。最大値を保持するピークホールド機能や置針を有するものもある。左右どちらの回転方向でも測定できるものがほとんどである。大量のねじを連続して締め付ける作業には適さず既に締付けられているねじの増し締め検査や戻し（弛め）トルクの測定検査に多用されているほか、小型電動機の起動トルク測定や小型機械回転軸のブレーキ力の検査測定にも用いられている。
ダイヤル形
ドライブ軸に固定した円盤上のトルク目盛を握り部分（ハンドル）に固定した指針で指し示す構造のもの。
デジタル形
トルクをセンサにて検出し、トルク値を数値表示するもの。表示器がドライバーと別になっていたり、パソコンに接続して使用するものもある。使用するには電源が必要であり、充電または電池の取り替えを要する。設定トルクに達するとブザー音を発したり表示灯が点灯する機能を有し、プリセット形と同等な使い方も可能なものが多い。